# Вихляева, Екатерина Михайловна
Екатерина Михайловна Вихляева (5 августа 1923 — 22 февраля 2021) — советский и российский гинеколог и акушер, член-корреспондент АМН СССР (1980), член-корреспондент РАМН (1991), член-корреспондент РАН (2014).

## Биография
Родилась 5 августа 1923 года.
В 1945 году с отличием окончила лечебный факультет 1-го Московского медицинского института.
После окончании ВУЗа работала в Институте акушерства и гинекологии АМН СССР ординатором, затем младшим научным сотрудником.
В 1951 году перешла на кафедру акушерства и гинекологии лечебного факультета 1-го Московского института имени И. М. Сеченова, где прошла путь от ассистента до профессора.
В 1953 году защитила кандидатскую диссертацию, тема: «Влияние наркотических и снотворных на сократительную деятельность матки».
В 1963 году защитила докторскую диссертацию, тема: «Климактерический синдром и его лечение».
С 1964 по 1980 годы — заведующий вновь созданной кафедрой акушерства и гинекологии 2-го лечебного факультета.
В 1980 году избрана членом-корреспондентом АМН СССР.
С 1982 по 2007 годы — заместитель директора по научной работе НЦ АГиП РАМН, по совместительству — директор сотрудничающего центра Всемирной организации здравоохранения по исследованиям в области репродукции человека.
В 1991 году стала членом-корреспондентом РАМН.
До 2012 года — главный научный сотрудник отдела международного сотрудничества Службы научно-организационного обеспечения, а с мая 2012 года — консультант «НЦ АГиП имени В. И. Кулакова» Минздрава России.
В 2014 году стала членом-корреспондентом РАН (в рамках присоединения РАМН и РАСХН к РАН).
Умерла 22 февраля 2021 года. Похороненa на Введенском кладбище в Москве.

## Научная деятельность
Одна из создателей советской гинекологической эндокринологии, при её участии было подготовлено первое руководство по этой специальности в СССР, выдержавшее несколько изданий.
Автор более чем 340 научных работ, в том числе 20 монографий, часть из которых написана в соавторстве.
Под её руководством было защищено 57 кандидатских, 12 докторских диссертаций.
Член Российского общества акушеров-гинекологов, является членом редколлегий журналов «Акушерство и гинекология», «Проблемы репродукции» и Международного журнала фертильности и здоровья женщины (International Journal of Fertility and Women’s Medicine.
- «Климактерический синдром и его лечение» (1966)
- «Нейроэндокринные гинекологические синдромы» (1971)
- «Грибковые и некоторые паразитарные заболевания женских половых органов» (1973)
- «Волемические нарушенияв акушерско-гинекологической практике и их коррекция» (1977)
- «Патогенез, клиника и лечение миомы матки» (1982)
- «Клинические лекции по перинатологии» (1989)
- «Functional oncogynecology» (1992)
- «Менопаузальный синдром (клиника, диагностика, профилактика и заместительная гормональная терапия» (1996)
- «Руководство по эндокринной гинекологии» (1998)
- «Руководство по диагностике и лечению лейомиомы матки»(2003)

## Награды
- Заслуженный деятель науки Российской Федерации (2003)[3]
- Премия имени В. С. Груздева АМН СССР